# Different Gear, Still Speeding
《Different Gear, Still Speeding》은 2011년 2월 28일에 발매된 영국의 록 밴드 비디 아이의 데뷔 스튜디오 음반이다. 이 음반은 첫 주에 66,817장이 팔리는 영국 음반 차트에서 3위로 데뷔했고, 2012년 8월 현재 이 음반은 영국에서 174,487장이 팔렸다. 《Different Gear, Still Speeding》에서 모든 멤버들은 오아시스의 후기 음반과 마찬가지로 기악법에 기여했다.

## 평가
| 전문가 평가 | 전문가 평가 |
| 총 점수     | 총 점수     |
| 출처        | 점수        |
| ----------- | ----------- |
| 메타크리틱  | 65/100      |
| 평가 점수   |             |
| 출처        | 점수        |
| AllMusic    | [ 4 ]       |
| BBC Music   | favourable  |
| Clash       | 7/10        |
| The Fly     | [ 7 ]       |
| NME         | 7/10        |
| Q           | [ 5 ]       |
| Spin        | [ 9 ]       |
| Uncut       | [ 10 ]      |
| Yahoo Music | 7/10        |

그 음반에 대한 리뷰는 일반적으로 섞여서 즐길 수 있다. 리뷰 애그리게이터 사이트 메타크리틱에 따르면, 이 음반의 평균 점수는 65%이다.
《롤링 스톤》의 리뷰를 통해 5개 별 중 2.5개를 준 스테이시 앤더슨은 "《Different Gear》에서는 밴드가 헐벗은 스톤시 록을 시도하지만 《Be Here Now》 스타일의 기타 블러스터와 리암의 화려한 표준 문안 가사로 끝난다"고 말했다. 《드라운드 인 사운드》는 "대부분 그것은 자동차 조종사의 밴드의 강인한 능력을 과시하고, 몇 번의 호감 가는 열정으로 발산한다"라고 말하며 음반 4/10을 수여했다. 《인디펜던트 온 선데이》는 2/5의 별을 주었다. 《Q》에 대한 리뷰를 맡은 사이먼 고다드는 음반에 5분의 4의 별을 주며 《(What's the Story) Morning Glory?》 이후 "리암이 만든 가장 강력한 음반"이라고 설명했고, 개리 멀홀랜드는 《언컷》에 대한 별 3개 리뷰에서 음반 "원격적으로 일치" 《Definitely Maybe》라고 부인했지만 음반이 올바른 방향으로 진행되었다고 느꼈다. 《모조》는 갤러거의 노래를 하이라이트로 꼽으며 음반에 5점 만점에 4명의 별을 선물하기도 했다. 그러나 《더 플라이》는 이 음반이 "따분"하고 실망스러웠다고 말했고, 《스코틀랜드 온 선데이》에서는 노엘 갤러거가 작곡 파트너로서 그리움을 받고 있다고 덧붙였다. BBC와 《인디펜던트》는 모두 이전 그룹의 혁신이 부족하지는 않더라도 오아시스의 후기 음악을 가장 잘 부른다고 평했고, 《더 선》은 〈Bring the Light〉를 놀라운 하이라이트로 꼽으며 음반의 단순함과 다양성을 높이 평가했는데, 이는 《NME》가 반복한 논평이다. 《모조》는 "많은 사람이 상상한 것보다 더 잘 만들어진다"고 말하고, 《Q》는 "모든 부정적인 선입견을 꺾는다"고 말하는 등, 이 음반은 일반적으로 기대를 뛰어넘었다는 데 동의한다.

## 곡 목록
| #   | 제목                                  | 작사·작곡   | 재생 시간 |
| --- | ------------------------------------- | ----------- | --------- |
| 1.  | 〈Four Letter Word〉                  | 앤디 벨     | 4:17      |
| 2.  | 〈Millionaire〉                       | 벨          | 3:19      |
| 3.  | 〈The Roller〉                        | 겜 아처     | 3:34      |
| 4.  | 〈Beatles and Stones〉                | 리암 갤러거 | 2:56      |
| 5.  | 〈Wind Up Dream〉                     | 아처        | 3:27      |
| 6.  | 〈Bring the Light〉                   | 갤러거      | 3:39      |
| 7.  | 〈For Anyone〉                        | 갤러거      | 2:15      |
| 8.  | 〈Kill for a Dream〉                  | 벨          | 4:39      |
| 9.  | 〈Standing on the Edge of the Noise〉 | 아처        | 2:52      |
| 10. | 〈Wigwam〉                            | 갤러거      | 6:39      |
| 11. | 〈Three Ring Circus〉                 | 아처        | 3:09      |
| 12. | 〈The Beat Goes On〉                  | 벨          | 4:45      |
| 13. | 〈The Morning Son〉                   | 갤러거      | 6:03      |

### 아이튠즈 보너스 트랙
| #   | 제목                  | 작사·작곡            | 재생 시간 |
| --- | --------------------- | -------------------- | --------- |
| 14. | 〈Man of Misery〉     | 갤러거               | 2:38      |
| 15. | 〈Sons of the Stage〉 | 고든 킹, 토니 오그든 | 4:38      |

### 일본판
| #   | 제목                      | 작사·작곡            | 재생 시간 |
| --- | ------------------------- | -------------------- | --------- |
| 14. | 〈Sons of the Stage〉     | 고든 킹, 토니 오그든 | 4:38      |
| 15. | 〈World Outside My Room〉 | 갤러거, 아처, 벨     | 4:20      |

## 인증
| 국가       | 인증 | 판매량/출하량 |
| ---------- | ---- | ------------- |
| 영국 (BPI) | 골드 | 191,000       |